# Chiesa dei Santi Faustino e Giovita (Quinzano d'Oglio)
La chiesa dei Santi Faustino e Giovita è la parrocchiale di Quinzano d'Oglio, in provincia e diocesi di Brescia; fa parte della zona pastorale della Bassa Occidentale.

## Storia
Le prime notizie riguardanti la chiesa risalgono al 1410, quando è citata nel catalogo capitolare dei beni ecclesiastici della diocesi di Brescia. Essa, dipendente dalla pieve di Quinzano, sorse dove era presente la chiesa del castello di Quinzano.
La chiesa fu ricostruita nel 1427, in quanto la precedente era ormai divenuta pericolante, e su questo edificio furono eseguiti restauri nel 1438 e nel 1483, mentre la torre campanaria subì lavori nel 1464 e ancora nel 1483, quando il duca di Calabria Alfonso d'Aragona la fece innalzare, in modo da avere un punto di osservazione oltre le mura del castello. In questa chiesa, nel 1485, fu collocato un nuovo altare, dedicato a San Nicolò.
In seguito, tra il 1496 e il 1497 la chiesa fu ingrandita e le navate furono alzate, a spese del Comune. L'edificio così rifatto fu consacrato il 2 gennaio 1502.
Nel 1518 la chiesa subì nuove opere di restauro, mentre nel 1529 vi fu aggiunta una cappella dedicata a San Pietro martire.
Il 29 giugno 1580 la chiesa ricevette la visita del cardinale Carlo Borromeo, in visita alla vicaria di Pedergnaga per verificare lo stato di attuazione dei decreti del Concilio di Trento. Egli dispose la creazione di un battistero (eretto nel 1623) e trovò il campanile in rovina (ricostruito tra il 1604 e il 1607).
Il 19 giugno 1625 la chiesa fu riconsacrata, su delega del vescovo Marino Zorzi, dal vescovo di Zante Michele Varoglio.
Tra 1669 e 1671 vennero aggiunte le due navate laterali, mentre al 1682 risale la costruzione della sagrestia nuova. Nel 1730 venne inoltre edificata una nuova campata.
Al 1703, quando vi fu la visita del vescovo Marco Dolfin, la chiesa risultava provvista di cinque altari ed era dotata di un clero costituito dall'arciprete, che era anche vicario foraneo, da 23 sacerdoti e due chierici.
Nel 1786, un incendio distrusse la parte superiore della torre, che fu conseguentemente riparata, mentre l'anno successivo furono aggiunte le nuove campane. Tra il 1801 e il 1802, sotto la direzione di Carlo Donegani, vennero rifatti l'altare di San Nicolò, la soasa dell’altare maggiore, fu ritinteggiata la chiesa e si restaurarono le opere che ne adornavano gli interni.
Tra il 1889 e il 1891 lavori coinvolsero il rifacimento delle finestre lungo le navate e sulla facciata, mentre nel 1891 il pavimento fu sostituito e fu costruita la bussola del portale maggiore. Nel 1896 la facciata subì opere di restauro mentre il basamento in pietra venne sostituito con uno in marmo di Botticino. Nel 1898 fu ricostruita la guglia del campanile in muratura, alzandola di due metri rispetto alla precedente, dotandola di una punta in legno e coprendo l'intera struttura di rame.
Nel 1928 si completarono alcune strutture adiacenti al lato orientale della torre, i cui lavori erano iniziati nel 1829. Negli anni '30 gli interni furono decorati.
A partire dagli anni '50, la chiesa subì vari lavori conservativi: in quel periodo fu sistemato il tetto, mentre tra il 2000 e il 2012 altri lavori hanno riguardato l'intera struttura. Nel 1998 erano state rimosse le balaustre marmoree e da esse fu ricavata una mensa eucaristica rivolta al popolo, secondo quanto stabilito dal Concilio Vaticano II.

## Descrizione

### Esterno
La chiesa, orientata sull'asse est-ovest, si compone di un corpo centrale rettangolare concluso, sul lato orientale, dal presbiterio, anch'esso rettangolare, e dall'abside poligonale.
La facciata, risalente alla prima metà del XVIII secolo, si presenta divisa in due registri. Il registro inferiore, che chiude le tre navate dell'edificio, presenta dieci paraste corinzie, tra le quali si aprono i portali di accesso, di cui quello centrale è attorniato da due nicchie vuote. Il portale maggiore è decorato da un cornicione in marmo di Botticino sormontato da un timpano curvilineo. I portali laterali sono sormontati da timpani triangolari. L'ordine superiore, scandito da sei paraste corinzie, reca al centro una finestra trilobata. La facciata è coronata da un frontone ricurvo, sul quale si trovano le statue settecentesche del Redentore e dei santi Faustino e Giovita.
Sul lato meridionale, addossato all'abside, si eleva il campanile, che reca in cima una guglia in muratura ricoperta di bronzo.

### Interno
L'interno si presenta diviso in tre navate, separate da due file di pilastri cruciformi, decorati con lesene corinzie verso la navata centrale e ioniche verso gli altri lati, che scandiscono cinque campate. La navata centrale, più alta, è coperta da una volta a botte lunettata, che si innesta sulle arcate tramite un cornicione aggettante, mentre le navate laterali sono coperte da volte a padiglione.
Il presbiterio, leggermente rialzato rispetto al piano dell'aula, è introdotto da un arco trionfale che ne raccorda la struttura col resto dell'edificio ed è concluso da un'abside poligonale. La copertura è costituita da una volta a botte, chiusa sull'abside da una volta a ombrello. 